# Pilgerhäusl Hirschfelde
Das Pilgerhäusl Hirschfelde ist eine Pilgerherberge in Hirschfelde am Zittauer Jakobsweg, die in einem denkmalgeschützten Umgebindehaus in der Komturgasse 9 untergebracht ist.

## Geschichte
Das Gebäude steht auf dem Gelände der ehemaligen Komturei des Johanniterordens. Das heutige Gebäude wurde vermutlich zu Beginn des 18. Jahrhunderts als Bauernhaus errichtet. Es erfolgten mehrfach Umbauten. Im Jahr 1917 erwarb es die katholische Pfarrei und nutzte es als Pfarrhaus. Der Stall wurde 1919 zu einer Kapelle umgebaut. 1935 folgte der Bau der Kirche St. Konrad von Parzham in unmittelbarer Nachbarschaft. Seit 1992 stand das Umgebindehaus leer und wurde schließlich an den Pilgerhäuslverein verkauft, der es von 2010 bis 2014 nach denkmalpflegerischen und ökologischen Aspekten sanierte und zu einer Pilgerherberge umbaute. Am 21. März 2014 wurde das Haus neu eröffnet.